# Farra di Soligo
Farra di Soligo ist eine nordostitalienische Gemeinde (comune) mit 8540 Einwohnern (Stand 31. Dezember 2023) in der Provinz Treviso in Venetien. Die Gemeinde liegt etwa 28 Kilometer nordnordwestlich von Treviso. Die nordöstliche Gemeindegrenze bildet der Soligo. Farra di Soligo ist Teil der Comunità montana delle Prealpi Trevigiane.

## Geschichte
Der Ort geht auf eine Gründung durch die Langobarden zurück, die hier 568 unter ihrem König Albion eine Fara zurückließen, um den Übergang über die Piave zu sichern.
Die kleine romanische Kirche am Col San Martino (im gleichnamigen Ortsteil) wurde um 1100 errichtet.

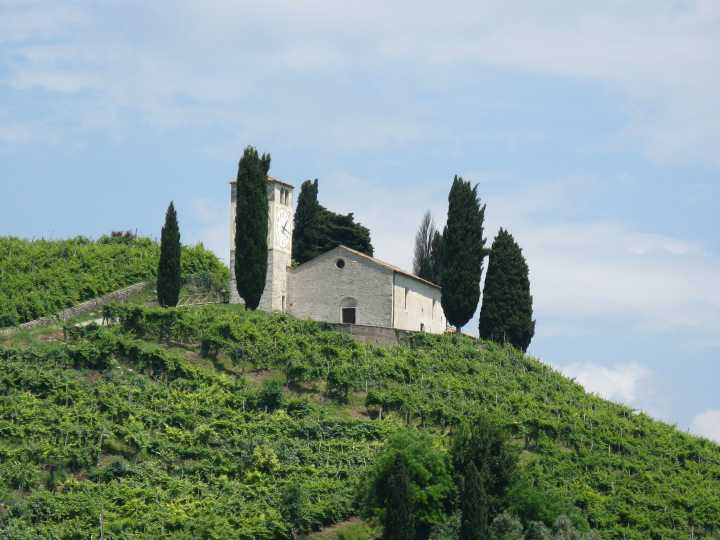
Kirche San Vigilio am Col San Martino

## Wirtschaft
An den Hügeln wird Wein, insbesondere für die Prosecco-Produktion, angepflanzt.

## Töchter und Söhne der Gemeinde
- Guido De Rosso (* 1940), Radrennfahrer